# Ajaccio (AOC)
Pour la commune, voir Ajaccio.
L’ajaccio, auparavant coteaux-d'ajaccio, est un vin d'appellation d'origine contrôlée produit autour d'Ajaccio, dans le département de la Corse-du-Sud.
La tradition vigneronne de cette région, parmi les plus anciennes de l’île, s’est développée autour de domaines soigneusement entretenus et de parcelles où croît le sciaccarellu. Fleuron des cépages corses, il donne typicité et élégance aux rouges et aux rosés.

## Histoire

### Période contemporaine

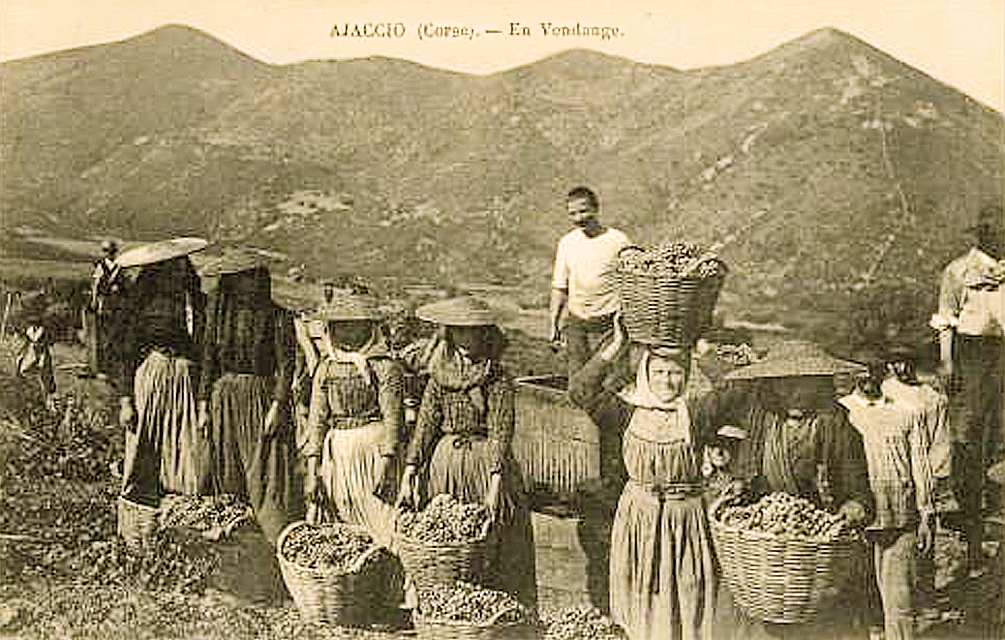
Vendanges au début du XXe siècle dans le vignoble d'Ajaccio

L'appellation est reconnue par le décret du 3 avril 1984.

## Situation géographique

### Orographie
Le vignoble est installé sur des coteaux et s'élèvent sur les pentes les plus élevés de Corse. Il est généralement situé à une moyenne de 500 mètres d'altitude.

### Géologie
Chaîne de montagnes, sortie de la mer, les plus hauts sommets de l'île culminent à plus de 2 000 mètres d'altitude. Les coteaux-d'ajaccio sont implantés sur un sol granitique particulièrement propice à la vigne.

### Climatologie
Avec 2 750 heures d’ensoleillement par an, l'île offre à la vigne à la fois une chaleur, très présente en été, mais modérée par les influences maritimes et montagnardes. De plus les gelées y sont rares et le printemps précoce.
| Mois                                        | jan.      | fév.      | mars      | avril     | mai        | juin      | jui.      | août      | sep.      | oct.      | nov.      | déc.      | année      |
| ------------------------------------------- | --------- | --------- | --------- | --------- | ---------- | --------- | --------- | --------- | --------- | --------- | --------- | --------- | ---------- |
| Température minimale moyenne (°C)           | 4,1       | 4,2       | 5,4       | 7,3       | 11         | 14,1      | 16,7      | 17,2      | 14,8      | 11,7      | 7,7       | 5,2       | 10         |
| Température moyenne (°C)                    | 8,9       | 9,1       | 10,3      | 12,3      | 16,1       | 19,4      | 22,2      | 22,8      | 20,2      | 16,8      | 12,6      | 9,9       | 15,1       |
| Température maximale moyenne (°C)           | 13,6      | 13,9      | 15,2      | 17,3      | 21,1       | 24,7      | 27,7      | 28,3      | 25,6      | 21,8      | 17,4      | 14,7      | 20,1       |
| Record de froid (°C) date du record         | −7 1981   | −8,1 1986 | −5,6 1971 | −1,7 1956 | 3 1960     | 6,8 1980  | 9,2 1954  | 9,1 1956  | 7,6 1977  | 1,6 1974  | −3,2 1998 | −4,9 1980 |            |
| Record de chaleur (°C) date du record       | 22,4 1997 | 25,3 1979 | 29,6 2001 | 32,2 2012 | 34,6 2008  | 38,5 2013 | 40,3 1983 | 39,5 1988 | 40 1975   | 35 1988   | 29,4 1967 | 22,7 1989 |            |
| Nombre de jours avec gel                    | 4         | 3         | 1         | 0         | 0          | 0         | 0         | 0         | 0         | 0         | 0         | 3         | 11         |
| Ensoleillement (h)                          | 144       | 159       | 218       | 211       | 290        | 318       | 360       | 333       | 251       | 188       | 132       | 120       | 2 726      |
| Précipitations (mm)                         | 61,8      | 56,4      | 57,2      | 63,8      | 38,8       | 23,2      | 9,7       | 20,2      | 53,7      | 92        | 94,9      | 67,6      | 639,3      |
| Record de pluie en 24 h (mm) date du record | 65,5 1951 | 48,9 1966 | 49,2 2001 | 55,7 1974 | 147,6 2008 | 60,9 1953 | 64 1964   | 51,7 1959 | 78,7 1974 | 81,9 1977 | 70,2 1990 | 52 1990   | 147,6 2008 |
| Relevé pluviométrique en 2008 (mm)          | 61        | 17        | 46        | 26        | 237        | 39        | 0         | 0         | 56        | 130       | 216       | 96        | 925,8      |
| Relevé pluviométrique en 2009 (mm)          | 104       | 58        | 93        | 56        | 5          | 4         | 0         | 1         | 35        | 58        | 115       | 122       | 648,8      |
| Relevé pluviométrique en 2010 (mm)          | 126       | 65        | 57        | 51        | 65         | 72        | 3         | 30        | 5         | 87        | 187       | 113       | 860,8      |
| Relevé pluviométrique en 2011 (mm)          | 46        | 49        | 59        | 29        | 6          | 50        | 32        | 0         | 49        | 40        | 61        | 85        | 507,1      |

## Vignoble

### Présentation
Le vignoble s'étend sur les communes de : Afa, Ajaccio, Alata, Albitreccia, Ambiegna, Appietto, Arbori, Arro, Bastelicaccia, Calcatoggio, Cannelle, Carbuccia, Cargèse, Casaglione, Casalabriva, Cauro, Coggia, Cognocoli-Monticchi, Coti-Chiavari, Cuttoli-Corticchiato, Eccica-Suarella, Grosseto-Prugna, Ocana, Peri, Piana, Pietrosella, Pila-Canale, Sant'Andréa-d'Orcino, Sari-d'Orcino, Sarrola-Carcopino, Serra-di-Ferro, Tavaco, Valle-di-Mezzana, Vero, Vico et Villanova.

### Encépagement
Cette appellation d'origine contrôlée est plantée essentiellement d'un cépage : le sciacarello. Les ampélographes affirment qu'il serait non seulement originaire de l'île mais de ce terroir.
- Les vins blancs sont issus des cépages suivants : cépage principal : vermentino B (malvoisie de Corse) ; cépages accessoires : biancu gentile B, codivarta B, genovese B et ugni blanc B (rossola).

- Les vins rouges et rosés sont issus des cépages suivants : cépages principaux : barbarossa Rs, nielluccio N, sciaccarello N, vermentino B (malvoisie de Corse) ; cépages accessoires : aleatico N, carcajolo nero N, carignan N, cinsaut N, grenache N et minustello N.

### Terroir et vins
Les rouges sont des vins charnus, bâtis en souplesse sur une solide ossature, à la robe plutôt claire, au nez d'épices, de tabac et de fruits rouges. Leur délai de garde est de 4 à 6 ans. Ils doivent être servis entre 15 et 17 °C.

### Commercialisation
L'appellation coteaux- d'ajaccio représentent 7,3 % des volumes agréés des AOC corses.